# 峡江县
峡江县地处江西省中部，隶属于吉安市。别称玉峡， 位於吉安市之北 ，因巴邱鎮玉峽兩岸羣峯夾贛水，水流湍急，江面狹窄而得名，故名峡江。縣人民政府駐水邊鎮百花路1號。

## 历史沿革
- 古时为新淦县、石阳县属地。
- 三国吴国宝鼎二年267年，置巴邱县。

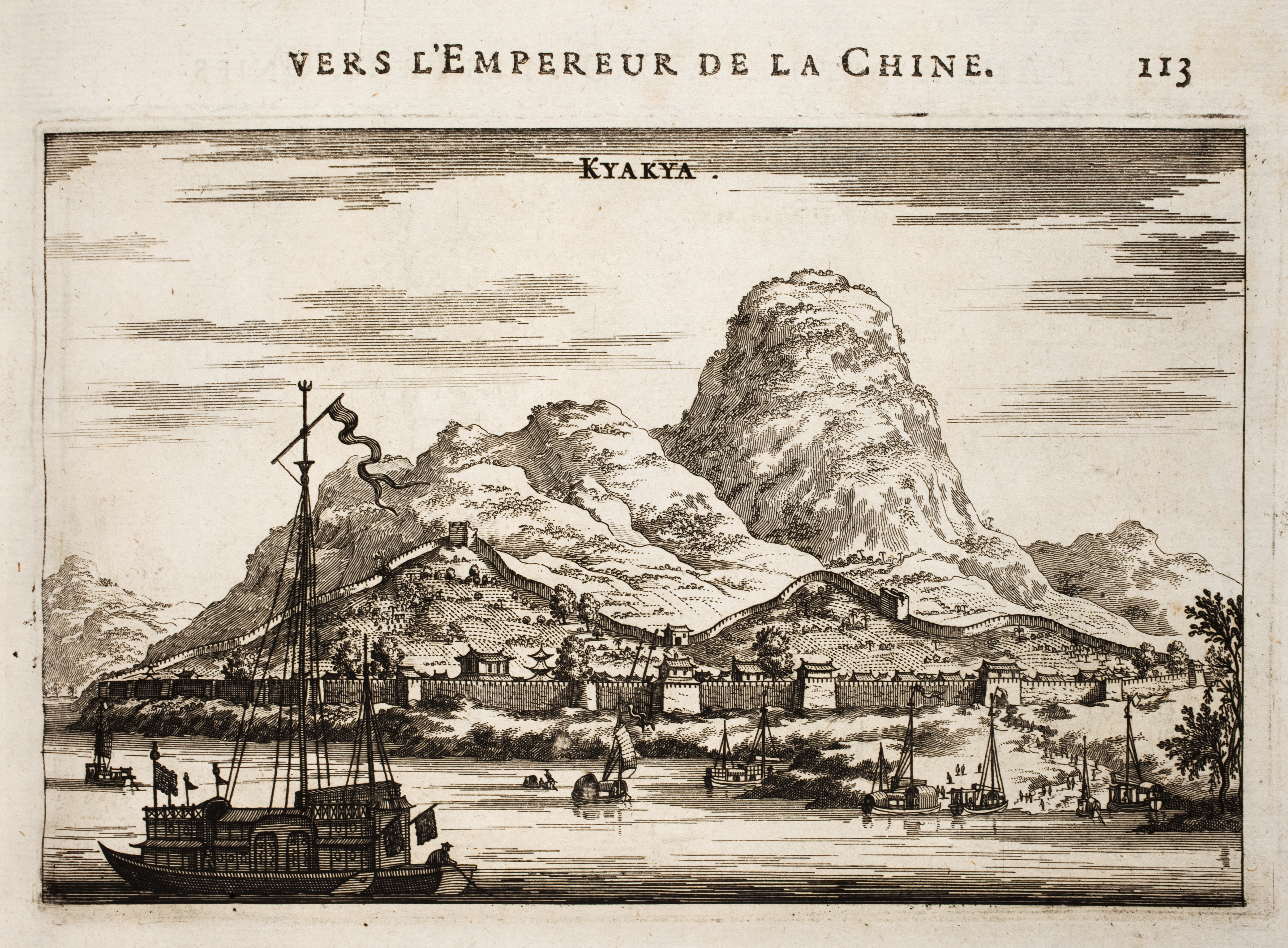
荷兰人约翰·纽霍夫在1665年所画的峡江风景图

- 隋开皇十年590年，石阳县、巴邱县被废除，并入庐陵、新淦县。
- 明朝嘉靖五年1526年，置峡江县至今。

## 行政区划
峡江县下辖6个镇、4个乡、1个民族乡：
水边镇、马埠镇、巴邱镇、仁和镇、砚溪镇、罗田镇、桐林乡、福民乡、戈坪乡、金江乡、金坪民族乡和峡江县工业园区。
县治原设赣江西岸的巴邱镇，1997年7月1日迁至赣江以东20公里的水边镇。

## 人口
根據第七次人口普查數據，截至2020年11月1日零時，峽江縣市常住人口為149954人。

## 地理
峡江县中间为丘陵地貌，占总面积的62%。

## 交通
- 铁路：京九铁路、昌贛客運專線
- 公路： 105国道、 赣粤高速公路，峡江赣江大桥已于2004年7月3日竣工通车
- 水运：赣江

## 政坛反腐
2014年4月，峡江县前后两任书记林翘银（后转任吉安市政协副主席）、宋铜涉嫌严重违纪违法，被江西省纪委立案调查。